# Type 10 SNCB
La Type 10 des chemins de fer belges (SNCB) était une locomotive à vapeur rapide de type Pacific (disposition d'essieux 231, soit du nez à la cabine : un bogie à 2 roues porteuses, puis trois grandes roues motrices et enfin d'un autre essieux porteur solidaire du châssis).
Entre 1910 et 1912, une première sous série de 28 unités (dont quatre prototypes) est produite. S'en suivi une seconde sous série légèrement plus légère et spécialisées à la ligne Bruxelles - Ostende.

## Genèse
Au début du XXe siècle, l'ingénieur Jean-Baptiste Flamme conçoit plusieurs séries de locomotives qui utilisent le principe de la surchauffe. Après avoir testé des motorisations Compound sur les types 6 et 8, il évolue vers une motorisation à 4 cylindres à simple expansion, mise en œuvre sur diverses séries de machines; notamment les puissantes type 36 (spécialisées dans le fret) et type 10 (taillées pour les express lourds). Les chaînes de montages de ces deux séries s'arrêteront à la veille du premier conflit mondial. Contrairement aux types 9 et 13 dont les quatre cylindres attaquaient le premier essieu moteur, les deux cylindres extérieurs actionnaient, eux, le deuxième essieu moteur.
Ces locomotives furent étudiées afin de prendre le relai des type 8 sur les trains express lourds transitant par la ligne du Luxembourg, ces dernières machines devant fréquemment être utilisées par deux. Les locomotives type 9, conçues par Flamme donnant des résultats décevants sur cet itinéraire, il entreprit la réalisation d’un modèle plus puissant avec un large foyer qui fut le premier modèle de Pacific des chemins de fer belges. 
Elles comptèrent parmi les Pacific les plus puissantes d'Europe. 

## Caractéristiques
Les 30 dernières machines différaient des 28 autres par leur poids et leur surface de grille légèrement réduites et étaient moins puissantes. Elles avaient été élaborées pour l’itinéraire Bruxelles-Ostende au relief plus facile.

### Cylindres
Ces locomotives possèdent quatre cylindres égaux à simple expansion de 500 mm de diamètre et 660 mm de course. Les cylindres intérieurs attaquent le premier essieu tandis que les cylindres extérieurs attaquent le second essieu.

### Chaudière
Mis à part le foyer, les chaudières des type 10 et type 36 étaient identiques, ce qui explique l’aspect atypique de la Type 10, avec une chaudière courte dégageant une large plateforme devant la porte de la boîte à fumée, au-dessus du bissel de tête et des cylindres. Cette chaudière, constituée de trois viroles assemblées téléscopiquement, possédait une section conique devant le foyer (la troisième virole) afin de rattraper la différence de dimensions entre l’avant de la chaudière et l’immense foyer (chaudière "Wagon top").
Le foyer d'une locomotive type 10 de la première série a deux mètres de large, une surface de grille 5 m2 et une surface de chauffe de 20 m2. Sa surface de chauffe totale est de 220 m2 et celle du surchauffeur, avant transformation, est de 62 m2. Elle compte 230 tubes lisses de 50 mm et le surchauffeur comporte 31 tubes de 127 mm.

### Roues
Les roues motrices ont 1 980 mm de diamètre ; celles du bogie ont un diamètre de 900 mm et celles de l'essieu porteur arrière font 1 262 mm. Pour faciliter l'inscription en courbe, l'essieu porteur avait un jeu de 50 mm prévu dans les guides des boîtes d'essieu ; le rappel était prévu par des plans inclinés[Quoi ?] situés au-dessus des boîtes d’essieu.
L'empattement total, de 11,425 m garantit une bonne stabilité à haute vitesse.

### Gabarit
Comme ces immenses machines engageaient presque tout le gabarit belge, pourtant fort généreux pour l’époque, elles possèdent une cheminée très courte et une cabine à pans coupés.

### Poids
La masse totale, avant transformations, d'une locomotive de la première série, était de 92 tonnes à vide et 102 en ordre de marche. 
Le poids à l'essieu des 29 premières locomotives était extrêmement important et plus élevé que celui d'une locomotive type 36 : 
- les deux essieux du bogie supportaient 14 tonnes
- les trois essieux moteurs, 19 tonnes
- l'essieu porteur arrière acceptait une charge de 17 tonnes

Ce poids très important limitait les locomotives type 10 aux lignes principales du réseau. Les rails sur lesquels ces locomotives circulaient en 1910 pesaient 52 kg par mètre courant ; de nouveaux rails de 57 kg étaient alors en train d'être installés. Au début des années 1900, certaines séries de locomotives belges dépassaient déjà les 18 tonnes par essieu ; cette valeur était alors parmi les plus élevées d'Europe.

### Défauts
Malgré la solidité des voies, ces locomotives montrèrent à l'usage plusieurs défauts : 
- le jeu du bissel ne fonctionnait pas toujours lorsque la locomotive circulait tender en avant, provoquant une dangereuse inclinaison du bissel risquant de provoquer un déraillement
- le mauvais équilibrage des masses à haute vitesse entraînait un délestage du poids censé être supporté par le bogie. Ce poids était en partie reporté sur le premier essieu, déjà chargé de 19 tonnes, ce qui endommageait la voie.

## Modifications
Pour corriger les défauts de jeunesse et faire face à l’augmentation du poids des trains, due entre-autres à l’adoption de voitures métalliques, le Type 10 sera modifié à plusieurs reprises.
- Lors de leur passage en première transformation à partir de 1926, les machines sont équipées d'un échappement Legein double et d'un injecteur à vapeur d'échappement Davies & Metcalfe. Le surchauffeur est modifié avec un plus grand nombre de tubes.
- En 1923, la 10.012 (alors encore numérotée 4512) est utilisée pour tester l'alimentation automatique en charbon (dispositif appelé Stoker).
- Après 1931, le réchauffeur ACFI remplace l'injecteur Davies & Metcalfe, les soupapes font également l'objet d'une mise à jour (soupapes Coale). Extérieurement, l'apparition d'écrans pare-fumées est à noter. L'ensemble de ces modifications successives augmentent la puissance disponible de pas moins de 20%.
- Afin de corriger le mauvais équilibrage des masses qui faisait porter une charge trop importante sur le bissel arrière, un projet d’allégement fut élaboré en 1934 et la locomotive 1001 (future 10.001) fut modifiée un châssis et un foyer légèrement raccourcis qui permirent de perdre 2,4 tonnes et de diminuer la charge du bissel sans pour autant diminuer le poids adhérent. Toutefois, aucune autre locomotive ne sera modifiée de la sorte.
- A l'occasion de la seconde transformation, appliquée à partir de 1938,  l'échappement Legein est encore modifié (montage de deux étages de hottes d'aspiration, suivant les principes préconisés par Chapelon), opération combinée à une nouvelle amélioration du surchauffeur, à l’installation d’un sécheur de vapeur et d’un modérateur à plus large section en s’inspirant de la transformation des 231 PO 3722 à 3731 par André Chapelon. Cinq unités furent terminées avant le second conflit mondial : les autres seront adaptées après la guerre.
- À partir de 1943, la pompe à air simple Westinghouse sera remplacée par une pompe à air double "Duplex", en s’inspirant de ce qui avait déjà été réalisé sur les Type 36.

## Fin de carrière et préservation
Ni la livraison des Type 1 entre 1935 et 1938, ni celle des Type 12 — ces dernières étaient des machines plus légères — ne mit fin à leur carrière et elles continuèrent à remorquer des trains lourds avec une prédilection pour la ligne du Luxembourg. 
- Le 30 septembre 1956, l'électrification de la ligne du Luxembourg est inaugurée. La série est alors presque totalement déclassée. Seules 5 machines restent en service pour assurer les express de Bruxelles vers Mons ou Tournai.
- En 1959, la diéselisation des relations "grandes lignes" non électrifiées progresse et les types 1, plus récentes, assureront le baroud de la traction vapeur sur les relations prestigieuses, laissant leurs ainées du type 10 prendre leur retraite après quarante ans de bons et loyaux services.
- La 10.018 est la dernière locomotive à avoir arpenté la ligne du Luxembourg. Elle est préservée (en l'état) depuis lors. Elle a fait l'objet en 2013 d'une rénovation cosmétique en vue de son exposition (définitive) dans le musée Train World à Schaerbeek. Car avec des fissures sur certains essieux et bielles, sa remise en état de marche est impossible.

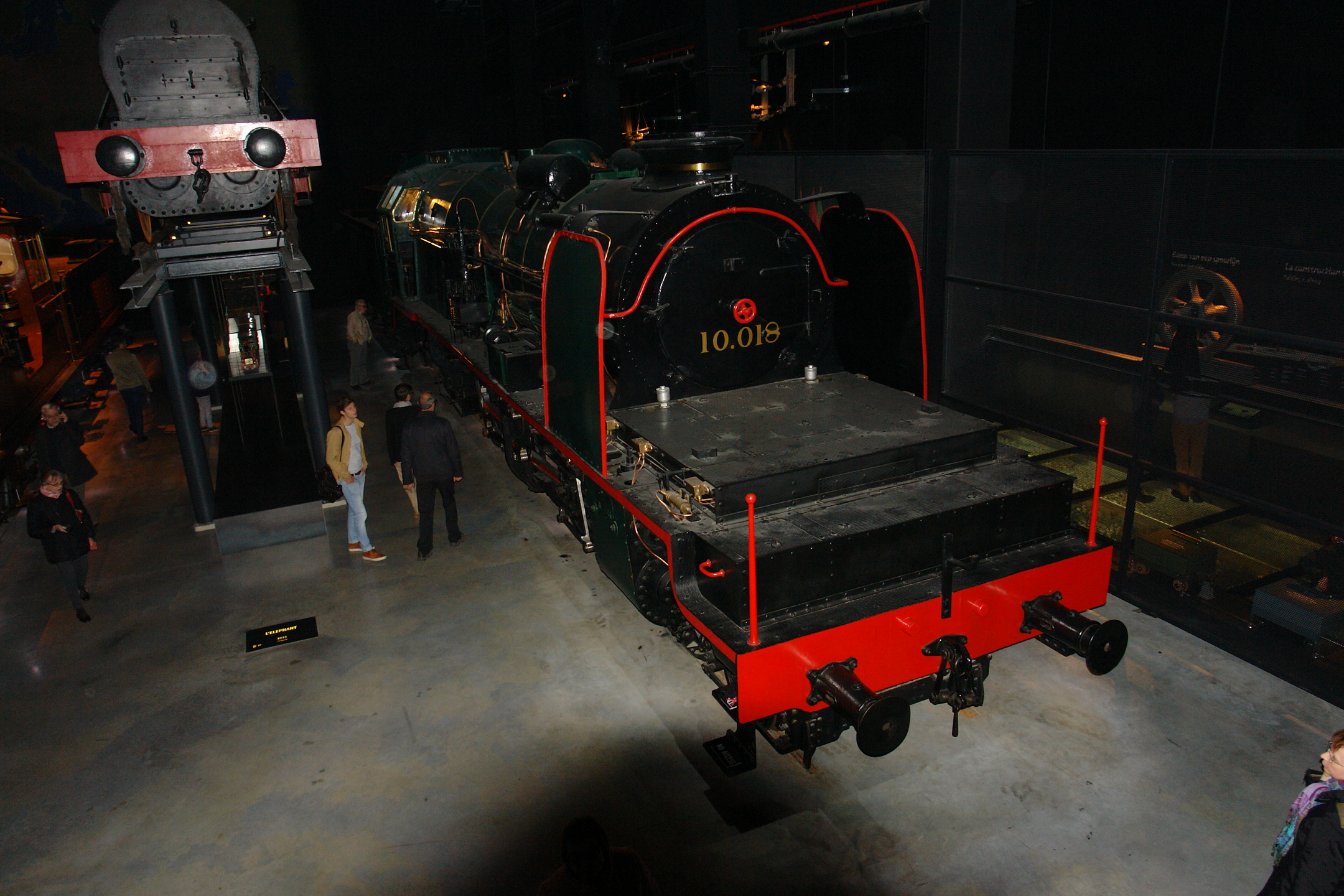
La 10.018, exposée à Train World.
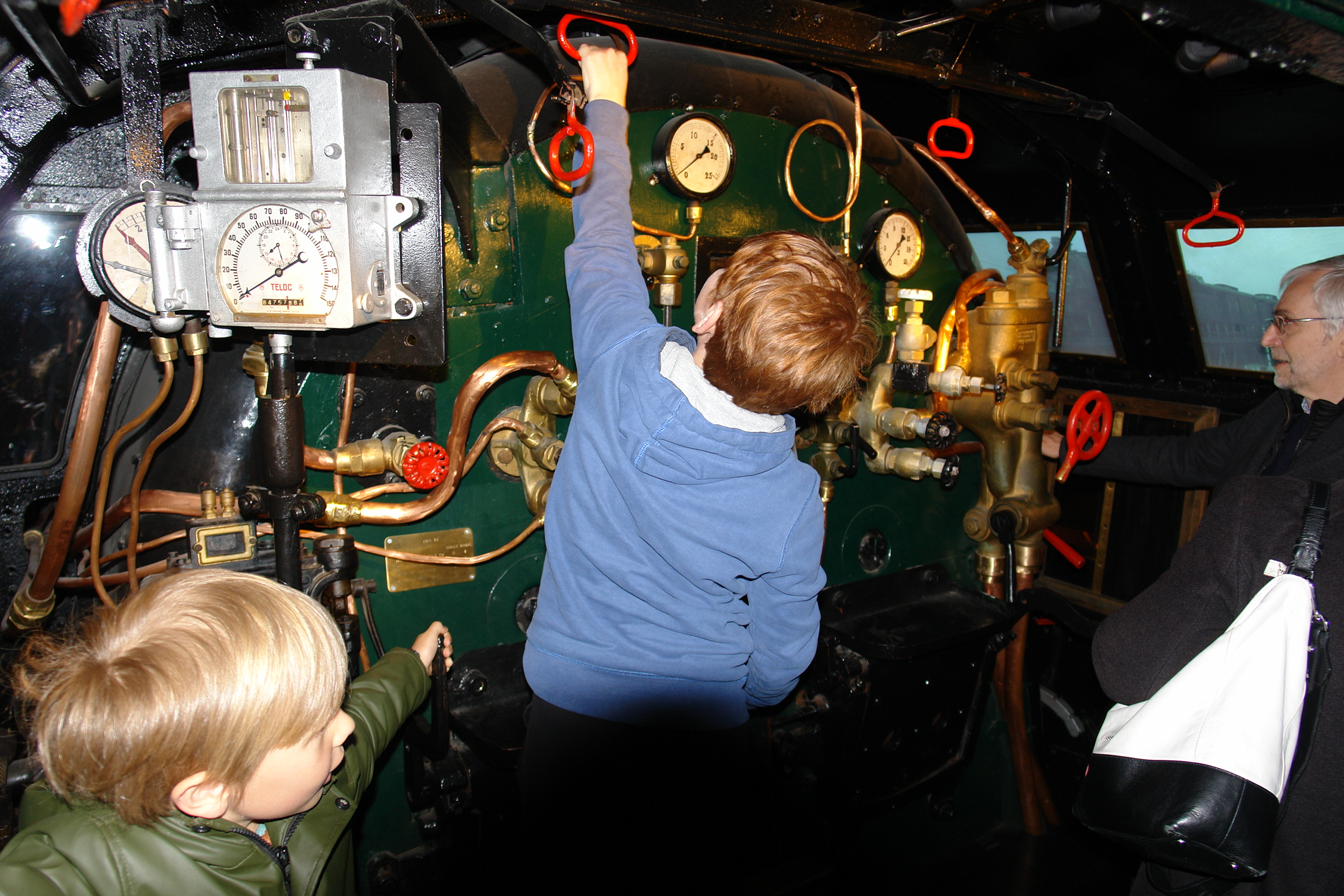
Cabine de la 10.018, montrant le volume réduit par le petit gabarit.
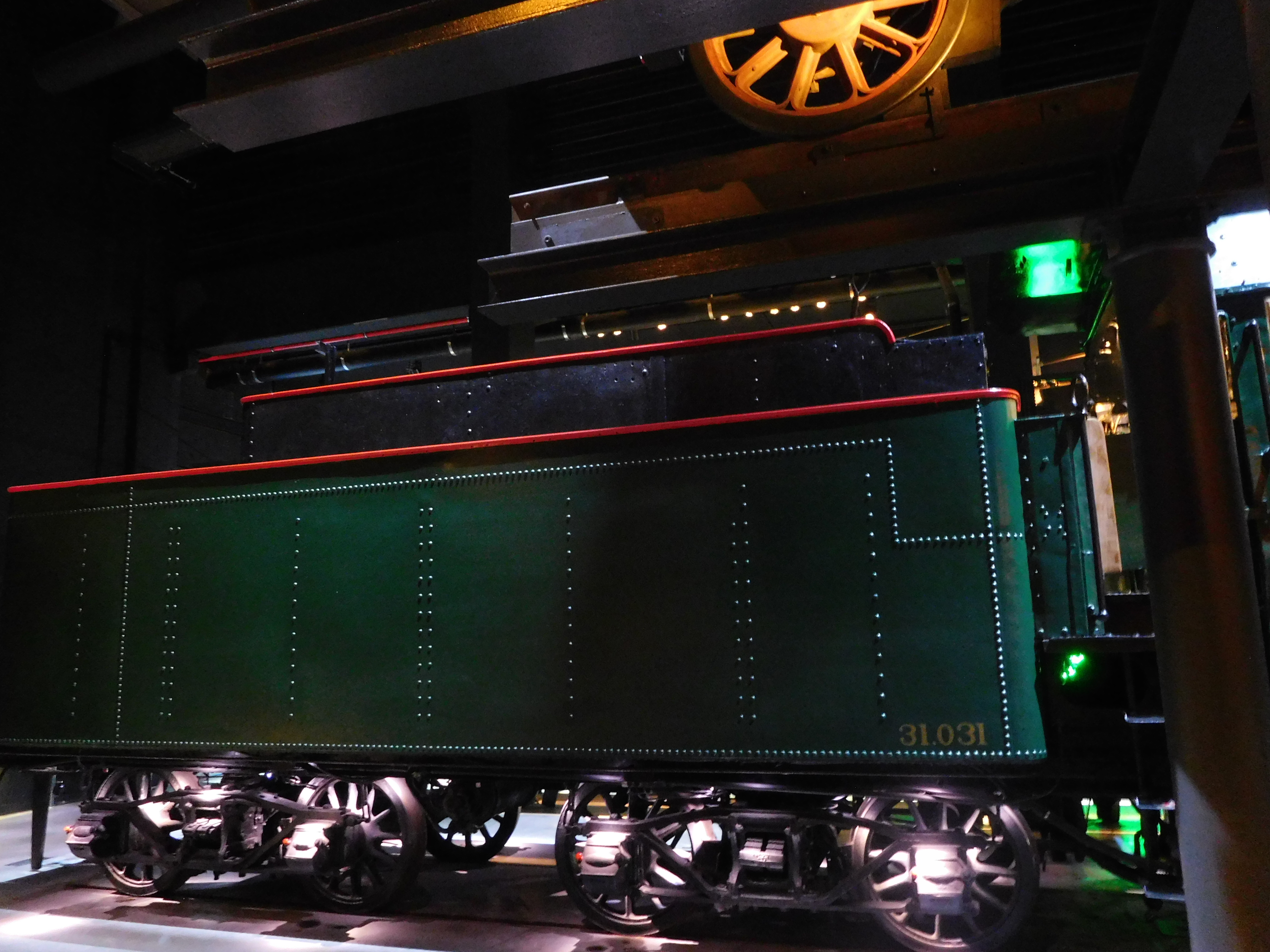
Tender de la 10.018, exposée à Train World.

## Tenders
Tout comme les locomotives Type 36, les Type 10 ont été construites avec des tenders type 18 à trois essieux de 24 m3, aux dimensions et à la capacité relativement modestes.  
Les tenders des quatre prototypes furent construits respectivement par Cockerill, La Brugeoise et Haine-Saint-Pierre (qui construisit les deux tenders des machines construites par Zimmerman-Hanrez). Les autres tenders seront construits sans tenir compte du constructeur de leurs locomotives et seront assemblés par la Brugeoise (28), Ruelle (6), la Cie Centrale de Construction à Haine-Saint-Pierre (12) et la société Franco-Belge (8).  
À partir de 1928, elles commenceront à recevoir les tenders ex-prussiens Type 38 à quatre essieux de 31 m3 (classés comme type 38) provenant de locomotives prussiennes type S10.1, S6, S9 (et de quelques P8) issus de locomotives obtenues après l'Armistice de 1918 ; les tenders d’origine des Type 10 seront réutilisés par d’autres séries en remplacement de tenders plus petits. Après la Seconde guerre mondiale, les type 9 ayant reçu les mêmes tenders ex-prussiens les échangeront avec ceux d’origine des Type 10 ou les perdront à leur réforme et seules deux type 10 (dont la 10.001) seront mises à la retraite avec leur tender à trois essieux d’origine.  